# Сян-гун (Цінь)
Сян-гун (кит.: 秦襄公; д/н — 766 до н. е.) — 6-й правитель царства Цінь у 777—766 роках до н. е.

## Життєпис
Походив з династії Ін. Другий син Чжуан-гун. Після того, як його старший брат Шифу відмовився від трону був оголошений новим спадкоємцем трону. Перебрав владу у 777 році до н. е.
Вимушений був протистояти племенам жунів. Задля отримання часу для підготовки до війни влаштував шлюб своєї молодшої сестри Му з жунським вождем Феном. 776 року до н. е. переніс столицю володінь з Цюаньцю (в сучасному повіті Лісянь провінції Ганьсу) до Цяня (в сучасному повіті Лунсянь провінції Шеньсі), що мав більш вігідне оборонне розташування (між річками). Незабаром після цього жуни завдали поразки Цінь, захопивши Цюаньцю, де потрапив у полон брат гуна — Шифу. Наступного року його було викуплено.
771 року до н. е. відбувається повалення чжоуського володаря Ю-вана, внаслідок чого столицю держави було перенесено до Лої. Загони Цінь супроводжували нового чжоуського володаря Пін-вана до столиці. Протистояння останнього з Се-ваном, якого підтримували інші могутні клани, призвело до послаблення Чжоу. Цим скористався Сян-гун, що отримав привілеї від Пін-вана, а Цінь отримала статус васальної держави.
766 року до н. е. почав війну проти племені цюанів (гілки конфедерації жунів), але зазнав поразки біля гори Цішань й загинув. Йому спадкував син Вень-гун.